# Draconarius pakistanicus
Draconarius pakistanicus är en spindelart som beskrevs av S. V. Ovtchinnikov 2005. Draconarius pakistanicus ingår i släktet Draconarius och familjen mörkerspindlar.
Artens utbredningsområde är Pakistan. Inga underarter finns listade i Catalogue of Life.